# Chiesa di San Ludovico (Monaco di Baviera)
La chiesa di San Ludovico (in lingua tedesca: Ludwigskirche) è una parrocchia cattolica e allo stesso tempo la chiesa universitaria di Monaco di Baviera. Si trova nel quartiere Maxvorstadt sul lato nord della via monumentale Ludwigsstrasse. All'interno della chiesa si trova il secondo più esteso affresco d'altare al mondo, opera di Peter von Cornelius, che raffigura il Giudizio universale.
Fu progettata da Friedrich von Gärtner nel 1829 per volontà del re Ludovico I di Baviera, che voleva dedicarla al suo santo patrono, San Ludovico, re di Francia. Tuttavia il risultato non piacque al committente.
La chiesa fu consacrata nel 1844 dall'arcivescovo Lothar Anselm von Gebsattel.
Nel 1903-1904 il decoro interno fu rinnovato. Durante la seconda guerra mondiale la chiesa fu gravemente colpita. La ricostruzione avvenne nel 1954 per opera di Erwin Scheich.
La pianta della chiesa ha come modello una basilica bizantina a tre navate.
Le statue dei 4 evangelisti e di Gesù Cristo sulla facciata sono opera di Ludwig Schwanthaler.
La chiesa è stata un modello per molte chiese, soprattutto in Nordamerica come la St. George's Episcopal Church di New York, oppure la cappella Bowdoin College a Brunswick (Maine).
Nella chiesa è sepolto il teologo Romano Guardini che vi operó come predicatore per 17 anni.

## Galleria d'immagini

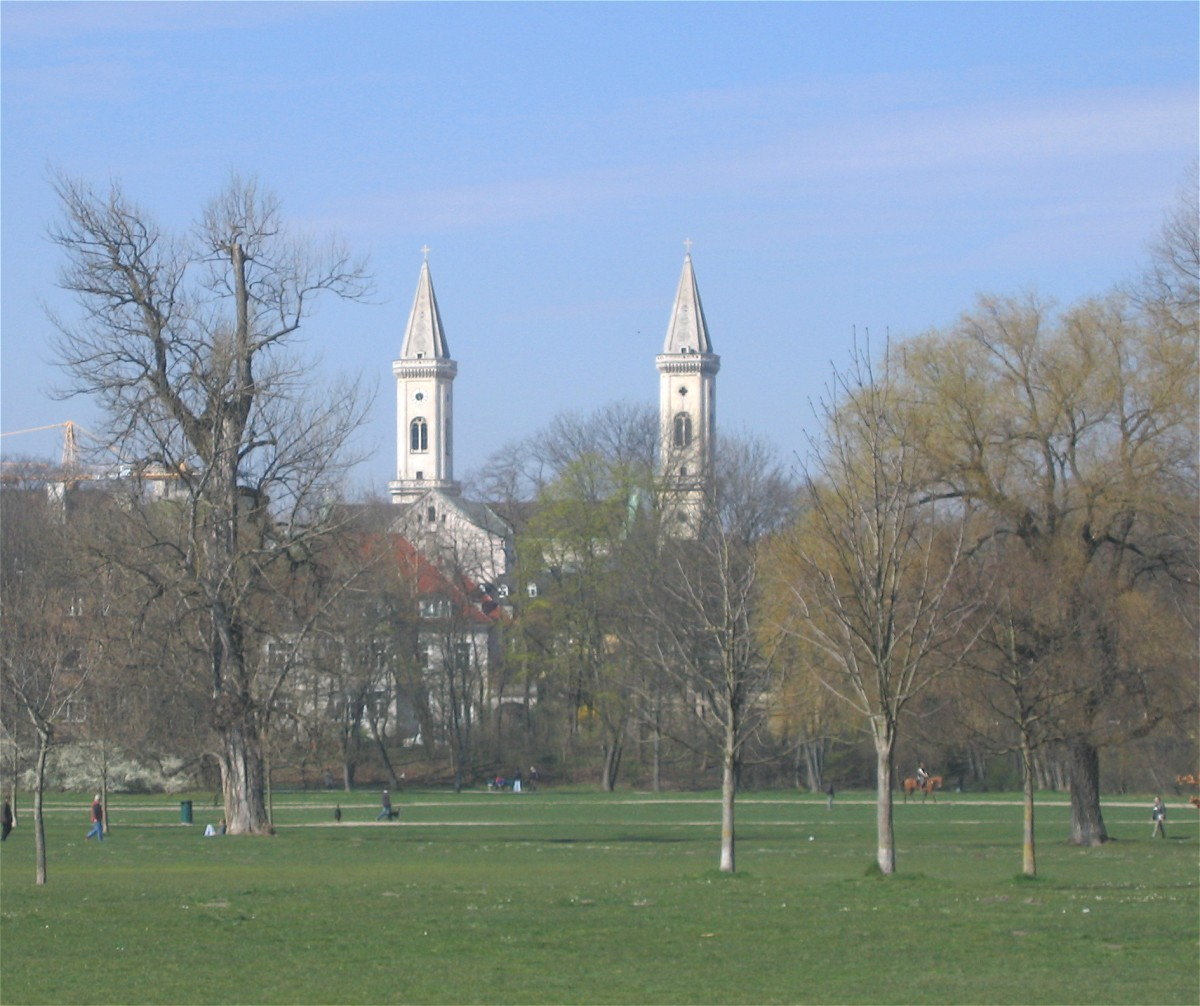
Veduta della chiesa
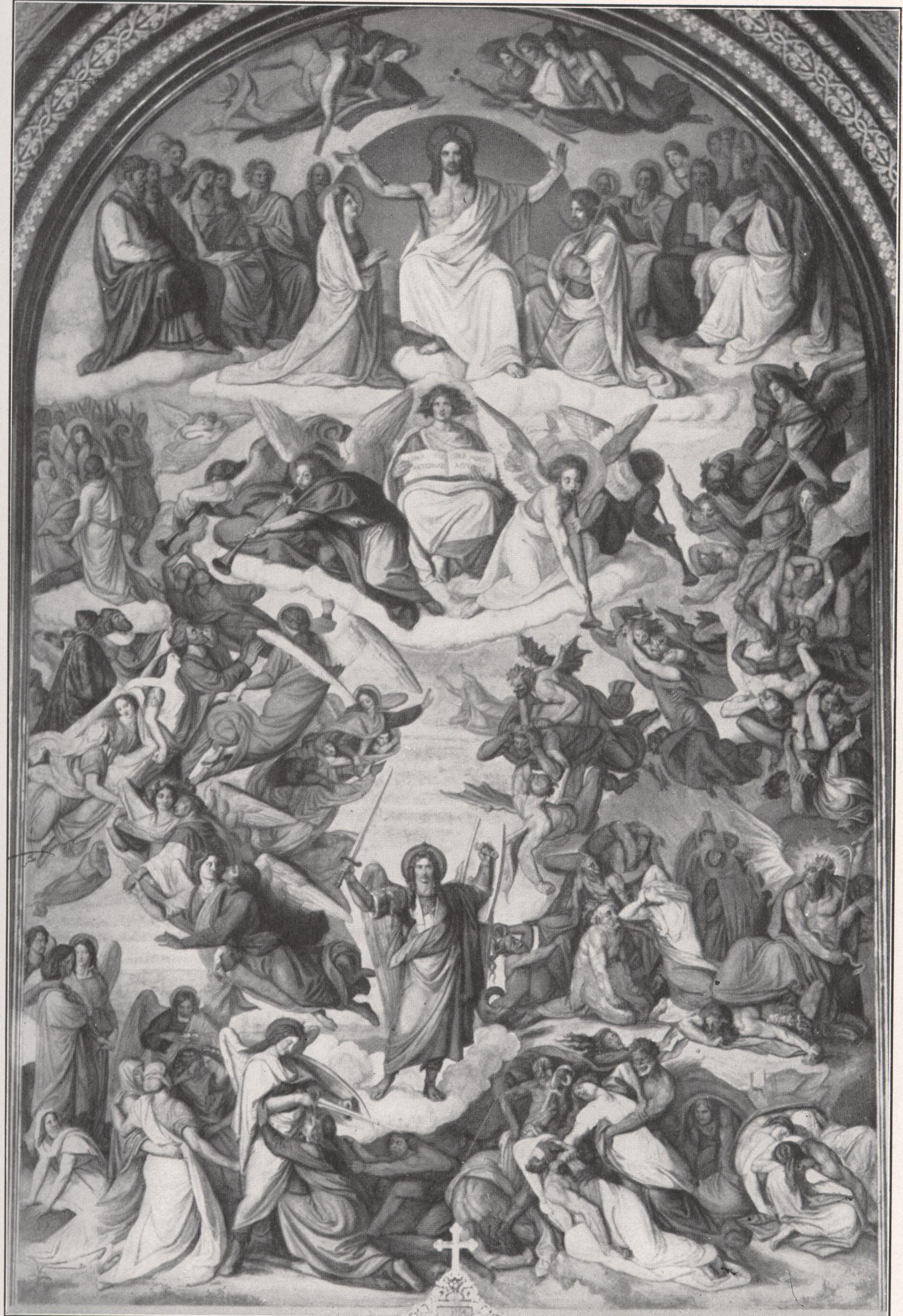
Il Giudizio universale di Peter von Cornelius
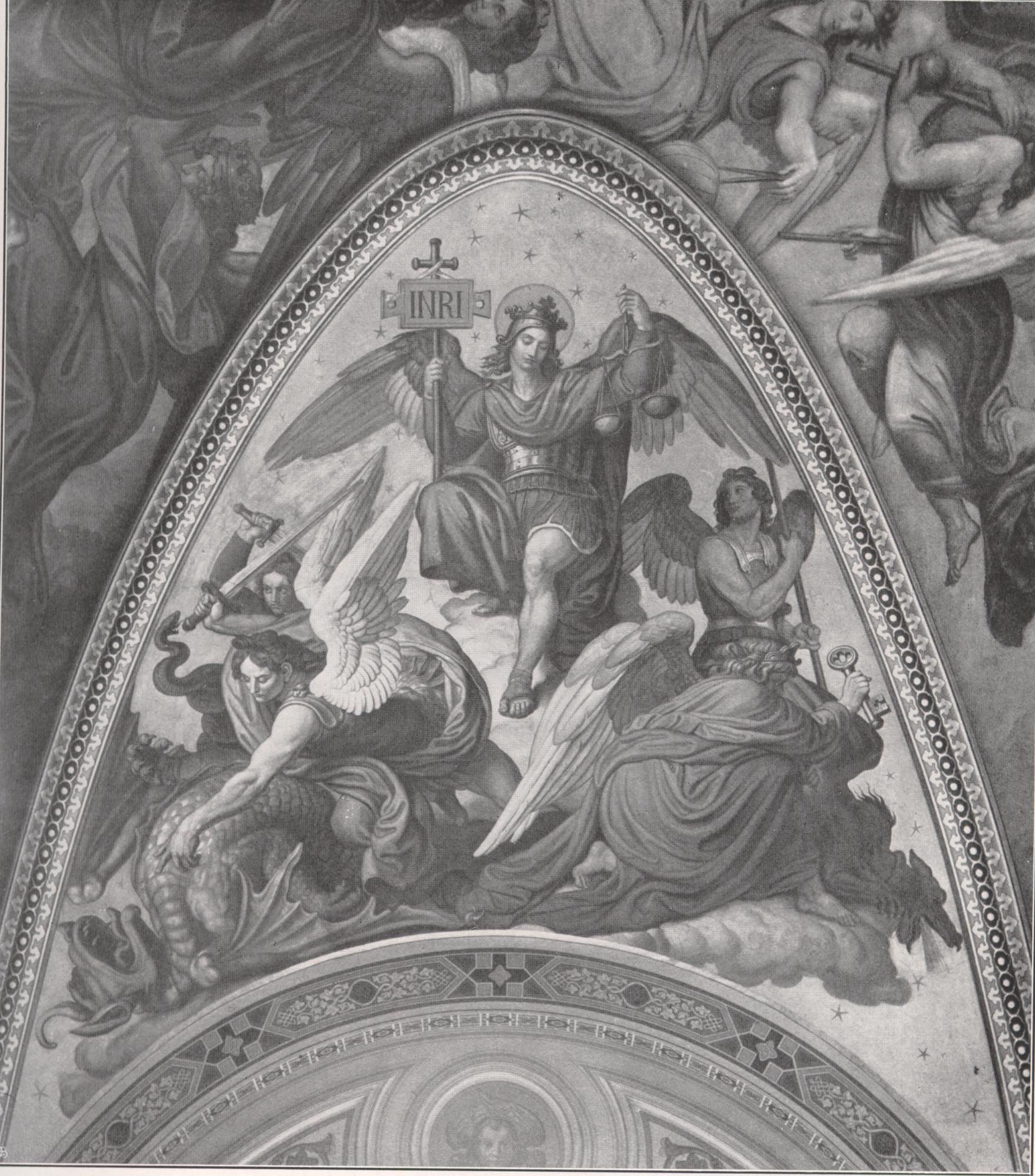
Peter von Cornelius, Il giudizio divino
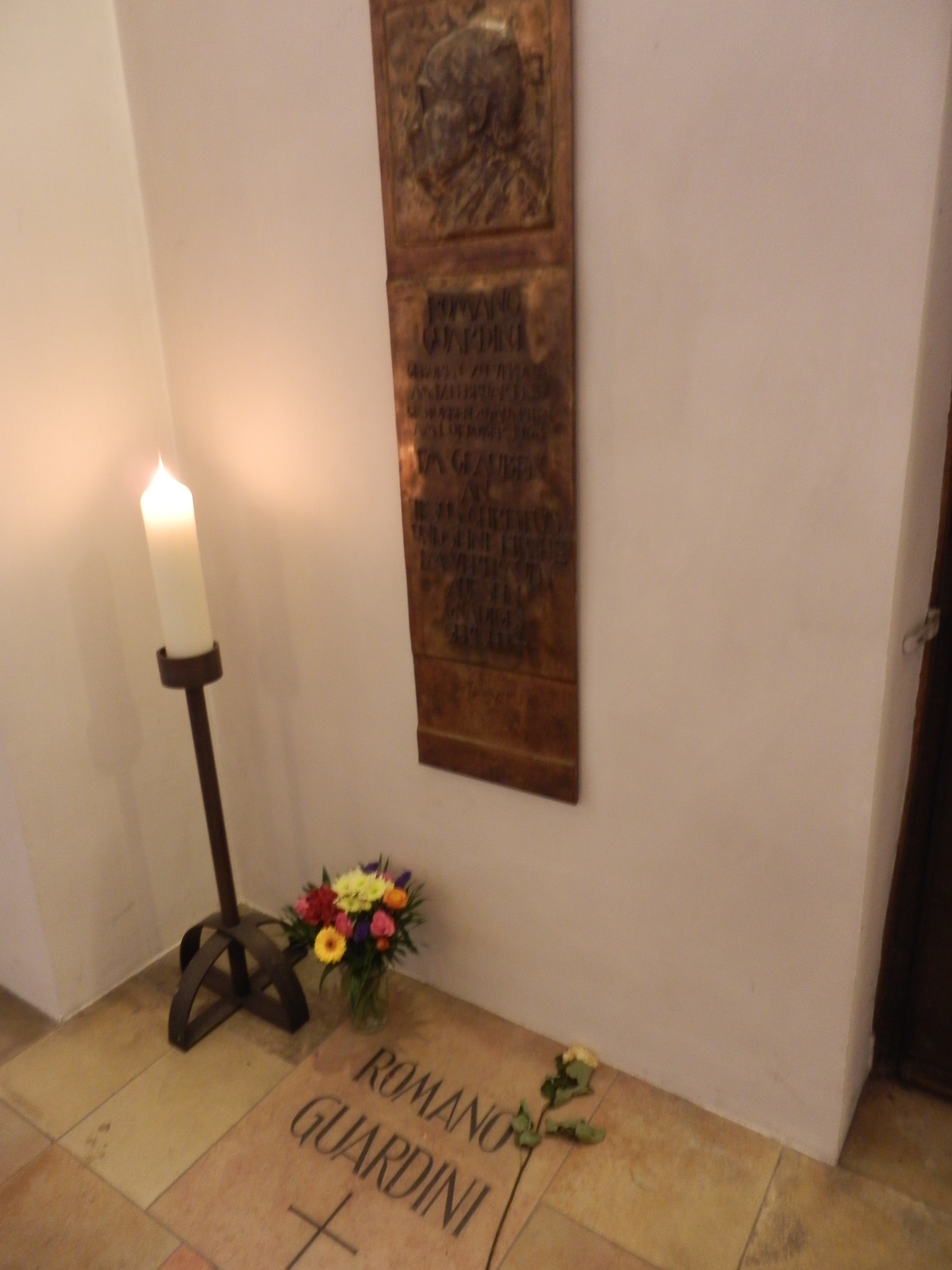
Tomba di Romano Guardini